# Vicente López partido
Vicente López egy partido Argentína középpontjától keletre, Buenos Aires tartományban. Székhelye Olivos.

## Földrajz
A partido Buenos Aires központjától északnyugatra található, területe teljes egészében be van építve. Északkeleten a La Plata folyótorkolattal határos.

## Nevezetességek
Itt található az 1917-ben elkészült Ader-torony.

## Népesség
A partido népessége a közelmúltban a következőképpen változott:
| Év   | Lakosság |
| ---- | -------- |
| 2001 | 272 050  |
| 2010 | 269 420  |